# 韋謝拉費多里夫卡
47°43′53″N 34°40′50″E / 47.73139°N 34.68056°E
韋謝拉費多里夫卡（烏克蘭語：Весела Федорівка），是烏克蘭中部的村莊，隸屬第聶伯羅彼得羅夫斯克州的尼科波爾區。該村距離托皮拉和馬亞克3公里，海拔高度25米，2001年人口150。